# Cesar Bengzon

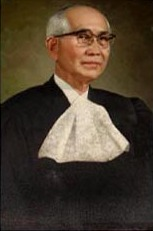
Cesar Bengzon

Cesar Bengzon (Camiling, 29 mei 1896 - 3 september 1992) was een Filipijns jurist. Bengzon was van 1961 tot 1969 opperrechter van het Hooggerechtshof van de Filipijnen. Aansluitend was Bengzon tot 1976 de eerste Filipijnse rechter aan het Internationaal Gerechtshof.

## Biografie
Cesar Bengzon werd geboren op 29 mei 1896 in Camiling in de Filipijnse provincie Tarlac. Zijn ouders waren Vicente Bengzon en Paz Cabrera uit Lingayen in Pangasinan. Na het voltooien van de lokale lagere school vertrok hij naar de Filipijnse hoofdstad Manilla voor zijn vervolgstudie. Na het voltooien van zijn middelbareschoolopleiding aan de Ateneo de Manila behaalde hij in 1915 magna cum laude zijn Bachelor of Arts-diploma aan dezelfde onderwijsinstelling. Vier jaar later haalde hij een Bachelor-diploma rechten aan de University of the Philippines (UP). In oktober 1919 slaagde hij ook, als een na beste van zijn jaar, voor het toelatingsexamen (bar exam) voor de Filipijnse balie.
Na zijn afstuderen begon Begnzon zijn carrière als juridische medewerker bij het Bureau of Justice. Niet lang na zijn aanstelling werd hij door minister van justitie Victorino Mapa aangesteld als special attorney. Later volgde een benoeming tot Assistent Attorney. In 1931 werd hij op voorspraak van minister van justitie Jose Abad Santos aangesteld als Solicitor General (voorheen de Attorney-General). Van 1928 tot 1932 was Bengzon bovendien professor in rechten en decaan van de faculteit rechten van UP. In 1933 werd hij door gouverneur-generaal van de Filipijnen Frank Murphy benoemd tot onderminister van justitie en voorzitter van de Board of Pardons.
In 1936 werd Bengzon door president Manuel Quezon benoemd tot rechter van het Hof van Beroep. Op 15 september 1945 volgde een benoeming tot rechter van het Filipijnse hooggerechtshof. Van 1950 tot 1957 was Bengzon voorzitter van het Senate Electoral Tribunal. Tevens was hij van 1948 tot 1954 professor in de rechten aan de University of Santo Tomas. In 1961 werd hij door toenmalig president Carlos Garcia benoemd tot opperrechter van het hooggerechtshof. In 1966 werd Bengzon 70, waarmee hij de verplichte pensioenleeftijd als Filipijns rechter had bereikt. Hij werd opgevolgd door Roberto Concepcion. Enkele maanden daarna werd hij, als eerste Filipino ooit, gekozen tot rechter van het Internationaal Gerechtshof. Deze functie bekleedde hij tot 1976.
Bengzon overleed in 1992 op 96-jarige leeftijd. Hij was getrouwd met Soledad Romulo, de zus van Carlos Romulo, en kreeg met haar zes kinderen. Twee van zijn kinderen overleden op jonge leeftijd.